# ドリーム ドリーム ドリーム
「ドリーム　ドリーム　ドリーム」は、1983年1月12日に発売された岩井小百合のデビューシングル。

## 解説
- 横浜銀蝿の妹分として売り出された14歳中学生アイドルのメジャーデビューシングル。キャッチフレーズは『横浜銀蠅のマスコットガール』。フリルがついた白いドレスの衣装で、ピアノの弾き語りで歌った。
- 本楽曲で、第2回『メガロポリス歌謡祭』最優秀ダイヤモンド賞を受賞した。

## 収録曲
1. ドリーム ドリーム ドリーム (3分46秒)
作詞・作曲：TAKU／編曲：馬飼野康二
2. I Love My ダーリン (2分46秒)
作詞：嵐ヨシユキ／作曲：アキ&イサオ／編曲：馬飼野康二